# Живот и Литература — Данило Киш
Живот и Литература — Данило Киш је југословенски кратки телевизијски филм из 1994. године.  Режирала га је Александра Друловић а сценарио је написала Весна Јанковић.

## Улоге
| Глумац         | Улога |
| -------------- | ----- |
| Снежана Никшић |       |
| Соња Савић     |       |